# WZ Возничего
WZ Возничего (лат. WZ Aurigae) — одиночная переменная звезда в созвездии Возничего на расстоянии (вычисленном из значения параллакса) приблизительно 4978 световых лет (около 1526 парсеков) от Солнца. Видимая звёздная величина звезды — от менее +16m до +11,4m.

## Характеристики
WZ Возничего — красная пульсирующая переменная звезда, мирида (M) спектрального класса M. Эффективная температура — около 3286 К.